# Zions Vises Protokoller
Zions Vises Protokoller er et falsum skrevet af den russiske zars efterretningstjeneste i slutningen af 1800-tallet, bl.a. inspireret af et satirisk skrift af franske Maurice Joly. Protokollerne havde til formål at legitimere styrets jødeforfølgelser. Protokollerne miskrediterer jøderne ved at hævde eksistensen af en jødisk sammensværgelse om at overtage verdensherredømmet; en konspiration Adolf Hitler troede på, og protokollerne var med til at danne grundlag for den nazistiske ideologi. Skriftet er udformet, så man skal tro, at det er et internt jødisk dokument.

## Forhistorie
Myten om en verdensomspændende jødisk sammensværgelse opstod første gang i England midt på 1100-tallet, da munken Thomas af Monmouth skrev, at jøden Theobald, der havde omvendt sig til kristendommen, havde fortalt ham, at en gruppe rabbinere hvert år samledes og trak lod om, hvor i verden de skulle ofre en kristen som hævn for de kristnes jødeforfølgelser. Thomas var også den første, der omtalte et jødisk ritualmord på en kristen, idet han påstod, at den tolvårige William fra Norwich var fundet død ved påsketid i 1144 efter at være bortført af jøder og pint og korsfæstet ligesom Kristus.  William blev omtalt som martyr og kåret til helgen efter mirakler blandt mængden, der opsøgte hans grav. 
Forestillingen om overløberen som informant er typisk for konspirationsteorier. I de følgende århundreder dukkede tilsvarende sager op. Luther bidrog i høj grad med sit skrift Om jøderne og deres løgne fra 1543. Det Lutherske Verdensforbund tog under generalforsamlingen i Budapest i 1984 bestemt afstand fra Luthers udtalelser om jøder; men skriftet bliver stadigvæk genoptrykt ikke mindst i nynazistiske kredse. I tiden efter den franske revolution opstod en litteratur, der påstod, at jøderne kontrollerede frimurerne, og at de sammen var skyld i revolutionen. Tidligt i 1800-tallet fik man Simonini-brevet, hvor jøder og frimurere for første gang kobles sammen. Simonini-brevet "beviste", at jøderne havde inflitreret kirken for at afskaffe alle andre religioner end jødedommen, omgøre kirkerne til synagoger og vinde verdensherredømme. Senere kom Storrabbinertalen, et uddrag fra Biarritz fra 1868, en fembinds roman af Hermann Goedsche.  Særlig kendt er et kapitel på omkring 30 sider derfra, kaldt Auf dem Judenkirchhof von Prag (= På Prags jødekirkegård). Kapitlet beskriver et hemmeligt møde, hvor repræsentanter for Israels tolv stammer planlægger, hvordan jøderne skal vinde verdensherredømme.  Da Zions Vises Protokoller udkom, blev de trykt sammen med Storrabbinertalen, som blev benyttet som begrundelse for pogromen i Kishinev i Bessarabien i 1903, hvor 45 jøder blev dræbt, over 400 såret og 1.300 jødiske huse og forretninger ødelagt.

## Første udgaver
Den første udgave af Zions Vises Protokoller udkom forkortet som føljeton i den russiske avis Znamya (= Banneret) i St. Petersborg 26.august – 7.september 1903. Udgiver var den kendte antisemit Krushevan, som stod bag pogromen i Kishinev. Krushevan påstod, at manuskriptet oprindeligt var på fransk og havde titlen Referater fra mødet i verdensunionen af frimurere og Zions ældste. Selv kaldte han det Program for jødernes verdenserobring. I 1905 blev teksten udgivet alene i et hæfte i fuld længde. I 1906 kom endnu en udgave med titlen Menneskehedens fjender, mens en anden udgave samme år hed Uddrag fra frimurernes protokoller. 
I tiden efter Den Russiske Revolution 1917 fik skriftet sin storhedstid. Det blev benyttet af de "hvide" (kontrarevolutionære) i Rusland. Teksten havde tegnet et billede af en jødisk-frimurer sammensværgelse. Nu blev den omskrevet i retning af en jødisk-bolsjevikisk sammensværgelse. En ny forfalskning ved navn Zunder-dokumentet dukkede op. Det gav sig ud for at stamme fra "Centralkomiteen for den israelitiske internationale liga" og blev angiveligt fundet på en bolsjevikisk jødisk officer ved navn Zunder. Dokumentet forsøgte at vise, at revolutionen skyldtes et jødisk komplot efter århundreders anstrengelse. Men efterhånden som sovjetregeringen omgjorde synagogerne til arbejderforeninger, opløste jødiske institutioner og som led i sin antireligiøse linje forbød hebraiske bøger uanset indhold, sås det, hvor urimeligt det var at tilskrive jøderne skylden for revolutionen. 

## England
Skriftet vandt så megen udbredelse efter første verdenskrig, at den britiske avis The Times 8.maj 1920 skrev om Zions Vises Protokoller: "Er de autentiske? Hvis ja, hvilken ondskabsfuld forsamling udklækkede da disse planer og frydede sig over deres udførelse?" Men i august året efter kunne The Times fremlægge beviser for, at skriftet var et falsum, bygget over et litterært polemisk værk uden spor af antisemitisme, nemlig franskmanden Maurice Jolys Dialogue aux enfers entre Machiavel et Montesquieu (= Dialog i helvede mellem Machiavelli og Montesquieu) fra 1865. De djævelske planer var en kritik af forholdene under Napoleon 3. af Frankrig. I Frankrig blev skriftet straks beslaglagt, og Joly sad fængslet i femten måneder. Værket var dermed så godt som ukendt, da fransk-russiske antisemitiske kredse med forbindelse til tsarens hemmelige politi, Okhrana, omskrev det til Zions Vises Protokoller. I en leder beklagede The Times sin fejltagelse, og dermed blev der i England ro om skriftet, selv om der var elementer, der mente, at Maurice Joly i virkeligheden var jøde og hed Moses Joël.  I England blev "sammensværgelsen" pudsigt nok opfattet som bestående af jøder, bolsjevikker og tyskere.

## Tyskland
I Tyskland kom den første udgave i 1919. Den russiske revolution medførte, at mange af de "hvide" forlod Rusland, nogle af dem medbringende Zions Vises Protokoller. Den tyske titel var Die Geheimnisse der Weisen von Zion (= Zions Vises Hemmeligheder). Den tilførte den vesteuropæiske antisemitisme en morderisk intensitet, der hidtil havde været ukendt. Blandt de nyere udgaver på tysk er Die zionistische Protokolle (= Den zionistiske protokol), trykt i USA i 1976 eller 1977. 

## Retssagen i Schweiz
Schweiziske jøder anmeldte Zions Vises Protokoller eller rettere sagt nogle medlemmer af schweizisk National Front, som spredte skriftet. I efteråret 1934 skulle sagen for retten, men måtte udsættes pga. de anklagedes problemer med at skaffe en sagkyndig til at udtale sig om skriftets ægthed. I foråret 1935 kom sagen for retten i Bern efter § 14 i kantonens straffelov om "smudslitteratur". 14.maj blev de to hovedanklagede idømt bøder, idet dommeren afgjorde, at skriftet for en stor del var et plagiat af Jolys bog: "Jeg anser "protokollerne" som noget latterligt vrøvl." Kantonen Berns højesteret omstødte imidlertid dommen i efteråret 1937, og de anklagede blev frikendt. Antisemitter har fremstillet det som bevis på skriftets ægthed, med tværtimod anså også højesteret Zions Vises Protokoller som en ondsindet forfalskning. Imidlertid drejede § 14 sig om "smudslitteratur" dvs. pornografi og omfattede derfor ikke skriftet, der faldt i kategorien "politisk litteratur" og sorterede under forbundsstatens love, ikke de enkelte kantoners. Selv om de anklagede blev frikendt, blev de pålagt at betale egne sagsomkostninger. 

## Hamas
Hamas anvender Zions Vises Protokoller i sit charter fra 1988. Artikel 32 i dokumentet advarer palæstinensere mod at slutte fred med Israel og mod det zionistiske plot om at overtage alle arabiske lande: "Deres plan findes i Zions Vises Protokoller."  I artikel 22 omtales den jødiske sammensværgelse. Da Shimon Peres' bog Et nyt Mellemøsten udkom på arabisk i Ægypten i 1995, fik den et forord, der påstod, at bogen er et bevis på, at "protokollerne" er ægte: "Hans bog er endnu et skridt i gennemførelsen af denne farlige plan," forlyder det. 

## USA
Også i USA vakte skriftet opsigt. Henry Ford viede det stor plads i sin avis, The Dearborn Independent, og fik en serie artikler om emnet samlet i bogen The International Jew,  der udkom med en halv million eksemplarer i USA og blev oversat til tysk, spansk og russisk.

## Rusland
Pamjat-bevægelsens politiske overbevisning bunder i Zions Vises Protokoller. Pamjat er en russisk ultranationalistisk, antisemitisk organisation. Selv beskriver den sig som "folkets national-patriotiske ortodoks-kristne bevægelse". Ifølge Pamjat styres Vesten i dag af jødisk kapital, der også truer Ruslands uafhængighed. 

## Egypten
I efteråret 2002 i den islamske fastemåned ramadan sendte egyptisk fjernsyn en dramaserie i 41 episoder, som dækkede Mellemøstens historie fra 1855 til 1917. Serien hed En rytter uden hest og opleves af en egyptisk journalist, der kæmper mod britisk imperialisme og jødisk zionisme. Serien anvender i stor grad Zions Vises Protokoller, og seriens forfattere forsvarer sig med, at selv om skriftet skulle være en forfalskning, beskriver det jo alligevel det, der er sket. For at forsvare sig mod kritikken om at skriftet fremstilles som en realitet, når det faktisk er en forfalskning, har forfatterne lagt et optrin ind, hvor en jøde foreslår, at hvis skriftet bliver kendt, må jøderne sætte et rygte ud om, at det er en forfalskning. 
En egyptisk menneskerettighedsorganisation har protesteret mod brugen af Zions Vises Protokoller i En rytter uden hest; men der findes flere oversættelser og udgaver af skriftet på arabisk end på noget andet sprog, og teksten har været obligatorisk læsning ved religionsvidenskabelige institutter ved en række arabiske universiteter. Præsident Nasser citerede fra Zions Vises Protokoller i et interview med en indisk journalist i 1958 og anbefalede det som en indføring i jødisk tankegang. I 1964 afviste han holocaust som en myte og beklagede, at nazisterne tabte krigen. I august 1972 udtalte kong Faisal af Saudi-Arabien til det egyptiske billedblad Al-Musawwar, at jøderne "har en bestemt dag, hvor de blander blodet fra ikke-jøder i brødet og spiser det. For to år siden, da jeg var på besøg i Paris, skete det, at politiet opdagede fem myrdede børn. Blodet var tappet, og det viste sig, at nogle jøder havde myrdet dem for at tage deres blod og blande det i brødet, som de spiser den dag. Det viser jer omfanget af jødernes had og ondskab mod ikke-jødiske folk." En professor i hebraisk ved 'Ain Shams-universitetet i Kairo udtalte i 1973, at jøder benytter ikke-jødisk blod i rituelt øjemed. Ritualmord-anklagen findes også i den syriske forsvarsminister Mustafa Tlas' bog Zions påskebrød, ottende udgave fra 2002. Her påstås det, at jøderne benytter blod fra et muslimsk barn i påskebrødet. En repræsentant for PLO offentliggjorde i 1974 en artikel om den virkelige baggrund for Zions Vises Protokoller og påpegede, at jødernes brutale skæbne i forskellige lande modbeviser tanken om en "verdensregering". 

## Japan
Skriftet kom til Japan med officerer, som havde støttet de "hvide"s styrker i Sibirien under den russiske revolution. I 1924 blev de udgivet på japansk under titlen Den jødiske fare. I 1980'erne blev der jævnligt henvist til skriftet som belæg for, at jøderne var skyld i det forværrede forhold til USA og en svækket yen-kurs samt den russiske revolution, begge verdenskrige, Vietnamkrigen, Watergate, oliekrisen og Japans handelsproblemer.

## Skriftets indhold
Ordet "protokol" er misvisende. Skriftet præsenteres som et referat fra et hemmeligt møde mellem jødiske ledere, men i teksten er der kun én, der uafbrudt fører ordet. Det fremstår derfor som et foredrag og præges af sjusk og selvmodsigelser, idet det dels påstår, at de ikke-jødiske regeringer skælver for jødernes magt, dels at de samme regeringer ikke engang aner, at sammensværgelsen eksisterer.  Stilen er svulstig og diffus. Tre hovedtemaer går igen:
- Kritik af liberalismen, som modsatte sig statlig kontrol.
- En gennemgang af jødernes metoder for at vinde magten.
- En beskrivelse af den kommende verdensstat og dens jødiske hersker. [20]

Skriftet indeholder 24 protokoller eller emner med forslag til, hvordan det jødiske verdensherredømme skal opnås.
| Protokol   | Emne |
| ---------- | --- |
| 1          | Alkoholisme, fjernelse af det ikke-jødiske aristokratis privilegier bl.a. |
| 2, 9, 12   | Fremførelse af forskellige ideer, der skal kunne underminere den bestående samfundsorden: darwinisme, marxisme, Friedrich Nietzsche, liberalisme, socialisme, kommunisme, anarkisme og utopianisme                                                                           |
| 4          | Materialisme |
| 5          | Verdensregering |
| 7          | Verdenskrige |
| 10         | At skabe katastrofer for sit eget folk, så man kan hævde en offerstatus |
| 11         | Almindelig stemmeret |
| 11, 12, 17 | Indskrænkning af frihedsrettigheder under påskud af at besejre fredens fjender |
| 13         | Skabe en illusion om eksistensen af pressefrihed, ytringsfrihed, demokrati og menneskerettigheder, som efterfølgende alle undermineres og bliver til et røgslør, hvorunder undertrykkelsen kan gennemføres                                                                   |
| 14         | Distraktioner |
| 14, 17     | Pornografisk litteratur |
| 16         | Den gradvise nedbrydning af kristendommen og andre religioner og kulturer, hvorefter ateismen følger, for til sidst at gøre plads for jødedommens hegemoni |
| 20         | Hjernevask |
| 21         | Økonomiske depressioner |
| 22         | Underminering af økonomiske og finansielle systemer ved udlandsgæld. Skabelse af nationale bankerotter. Ødelæggelse af pengemarkedet for at erstatte dem med kreditforetagender                                                                                              |
| 23         | Retfærdiggørelse af tidligere begåede onde gerninger og foregøgle håbet om et bedre samfund |
| 24         | Reduktion i produktionen af luksusvarer. Ødelæggelse af store fabriksvirksomheder. Forbud mod alkohol og hash. Frigørelse af volden under masken af den principielle frihed, kun for at lade "Jødernes konge" fjerne denne vold, så han kommer til at fremstå som en frelser |
| 25         | Træning af kongen, hans direkte arvinger. Fjernelse af alt moralsk ansvar fra "Jødernes konge" |